# إرنست بلاد
إرنست بلاد (بالإنجليزية: Ernest Blood) هو مدرب كرة سلة أمريكي، ولد في 4 أكتوبر 1872 في مانشستر في الولايات المتحدة، وتوفي في 5 فبراير 1955 في نيو سميرنا بيتش في الولايات المتحدة.

## روابط خارجية
- إرنست بلاد على موقع قاعة المشاهير الجامعة الوطنية لكرة السلة (الإنجليزية)
- إرنست بلاد على موقع كلية كرة السلة في سبورتس رفرنس.كوم (الإنجليزية)